# Стерн, Лео
Лео Стерн (англ. Leo Stern, полное имя Леопольд Лоуренс Стерн, англ. Leopold Lawrence Stern; 5 апреля 1862, Брайтон — 10 сентября 1904, Лондон) — британский виолончелист, известный преимущественно как первый исполнитель Концерта для виолончели с оркестром Антонина Дворжака.
Сын работавшего в Англии немецкого скрипача и дирижёра и матери-англичанки. В отрочестве играл на ударных в городском оркестре под руководством своего отца и учился игре на виолончели у известного лондонского педагога Хуго Дауберта. Первоначально, однако, Стерн не собирался делать музыкальную карьеру и получил образование как химик, отработав затем несколько лет по профессии. Но в 1883 году он отказался от других занятий и поступил в Королевский колледж музыки, где учился у Алессандро Пецце, а затем у Карло Альфредо Пьятти. Позднее совершенствовал своё мастерство в Лейпциге у Юлиуса Кленгеля и Карла Давыдова.
Гастрольная карьера Стерна началась в 1888 году с участия в турне Аделины Патти. Затем он много выступал во Франции, в том числе в ансамбле с Эмилем Соре и Бенжаменом Годаром. Звёздный час Стерна связан с виолончельным концертом Дворжака, премьеру которого он исполнил в лондонском Куинс-холле 19 марта 1896 года с Лондонским филармоническим оркестром под управлением автора — вместо Гануша Вигана, для которого это сочинение было написано. Почему так случилось, достоверно неизвестно; среди предлагавшихся версий есть и экзотические (так, виолончелист Стивен Иссерлис, частый исполнитель концерта, утверждает, что Лео Стерн получил право выступления с премьерой, подарив Дворжаку, страстному любителю голубей, двух птиц редкой породы). В дальнейшем Стерн с успехом исполнял концерт в Праге, Лейпциге, Берлине, с большим успехом прошло его исполнение в 1897 году в Нью-Йорке.
Стерн был дважды женат: в первый раз (1894) на скрипачке Нетти Карпентер, во второй раз (1898) — на певице Сюзанне Адамс. Ему принадлежит некоторое количество камерных пьес для своего инструмента, а также песни.